# 1/1000
1/1000（1000分の1、せんぶんのいち）は、有理数のうち 0 と 1 の間にある数であり、1000 の逆数である。

## 数学的性質
- 1 ÷ 1000 に等しい。
- 1/1000 = 0.001

## その他1/1000に関すること
- 陸上競技では、100分の1秒単位のタイムが同じであれば、1000分の1秒単位のタイムで順位が決まる[1]。
- リュージュは、オリンピック競技の中で唯一1000分の1秒単位までタイムを計測する競技である[2]。
- パーミル（‰）・千分率は、1000分の1を1とする単位である。